# Paul Durand (illustrateur)
Pour les articles homonymes, voir Paul Durand et Durand.
Paul Durand est un dessinateur, illustrateur et peintre français né sur l'île de Bréhat (Côtes-d'Armor, Bretagne) le 20 janvier 1925 et mort à Guerville  (Yvelines) le 30 juin 1977.
Il est particulièrement connu pour ses nombreuses illustrations des Bibliothèques verte et rose (éditions Hachette) et ses couvertures pour les éditions J'ai lu. Il a également collaboré à de très nombreux journaux et magazines parmi lesquels : Jours de France, Le Figaro littéraire, Paris-Presse, Le Pèlerin, Lectures pour tous et Télé 7 jours.

## Biographie
Après des études secondaires à Paris, Paul Durand réalise ses premiers dessins dès 1946 pour Les Veillées des chaumières, Femina, La Femme chic, ainsi que de nombreuses affiches publicitaires parmi lesquelles La Dauphine de Renault et le catalogue du constructeur (1955-56).
Il illustre des nouvelles pour Paris-Presse, Marie France, Francs Jeux. La photographie remplaçant petit à petit les dessins dans les journaux, il se tourne vers la littérature enfantine. Il est vite remarqué et publié par les grands éditeurs.
À partir de 1951, il illustre pour les éditions Hachette de nombreux ouvrages dans les collections :
- Bibliothèque de la jeunesse : Seul à travers l'Atlantique, Mer Baltique, etc. ;
- Bibliothèque verte : La Mare au diable, Pêcheur d'Islande, Seul à travers l'Atlantique, L'Escadron blanc, L'Affaire Caïus, etc. ;
- Bibliothèque rose : Diloy le chemineau, Le Mauvais Génie, Le Club des Cinq va camper, etc. ;
- Idéal-Bibliothèque : Sissi, Sissi jeune fille, Sissi impératrice, etc. ;
- La Galaxie : Les Malheurs de Sophie, Sissi, La Case de l'oncle Tom, Des bêtes qu'on dit sauvages, Jerry dans l'île, etc.

De ses rencontres naissent plusieurs livres : Raboliot, La Dernière Harde et La Forêt perdue de Maurice Genevoix (éditions Delagrave), à la suite de sa découverte de la Sologne avec l'écrivain en 1960 ; Le Grand Meaulnes d'Alain-Fournier (éditions Flammarion) en 1962 qui lui vaut les remerciements de la sœur de l'écrivain, Isabelle Rivière. Ces dessins et études exposés au festival de Cannes en 1965 inspireront l'adaptation cinématographique réalisée par Jean-Gabriel Albicocco en 1967. En 1964-65, il illustre plusieurs albums inspirés de l'émission Bonne nuit les petits de Claude Laydu, diffusée par l'ORTF.
De 1962 à 1965, il est directeur artistique des Éditions graphiques internationales. De 1966 à 1977, il réalise de nombreuses illustrations pour les éditions Deux coqs d'or (Les Contes de Perrault et d'Andersen, L'Île au trésor, Les Trois Mousquetaires, etc.), diffusées aussi à l'étranger. Entre 1968 et 1977, il conçoit un grand nombre de couvertures (plus de 160) pour la collection « J'ai lu », notamment pour des romans de Henri Troyat, Gilbert Cesbron, Bernard Clavel, Françoise Sagan, Jean-Louis Curtis, Guy des Cars, Françoise Mallet-Joris, Max Gallo, José Luis de Vilallonga, etc.
En 1969, le Général de Gaulle le choisit pour son Message de Noël aux enfants de France (éditions Plon) et discute avec lui le choix des illustrations.
La section française de la fondation Andersen le présente en 1970 comme candidat au Prix Hans-Christian-Andersen.
Il illustre en 1971 Vendredi ou la vie sauvage de Michel Tournier (Flammarion) et en 1975 De Gaulle raconté aux jeunes… de Pierre Lefranc. Son dernier livre paraît en 1977 : Mon livre de cuisine de Ginette Mathiot (Flammarion).
Dès les années 1950, la renommée de Paul Durand a dépassé les frontières. En 1957, l'Allemagne de l'Ouest lui décerne le Prix du livre de l'enfance. Ses livres ont été édités dans plus de vingt pays dont le Japon (Vendredi ou la Vie sauvage) et les États-Unis (Contes d'Andersen, Des fées, des sorcières, des lutins… et le chat ! chez Golden Press).

## Œuvre
Note : Les ouvrages sont classés par éditeur, collection et date de parution.

### Éditions de l'Amitié
- 1965 : Le Cavalier de l'infortune de René Guillot
- 1966 : L'Extraordinaire Aventure de Michel Santanrea de René Guillot

### Éditions Belin
- 1965-1969 : Grammaire fonctionnelle CE1 de René Vaillot ; CE1-2, CE2, CM1-2, CM2 de R. Vaillot et R. Maître
- 1966-1968 : Les Rêves et la Vie, CE1-2, CM1-2, CM2 de M. Payre
- 1967 : La Vellorita, 4e de Maurice Lacoste et Louis Urrutia

### Éditions Delagrave
Aventures et Jeunesse
- 1950 : La Brousse et la Bête de René Guillot
- 1956 : Les Éléphants de Sargabal de René Guillot

Bibliothèque des belles œuvres
- 1950 : Contes de Rudyard Kipling
- 1955 : Kim de Rudyard Kipling
- 1957 : Le Livre de la jungle de Rudyard Kipling
- 1958 : Le Second Livre de la jungle de Rudyard Kipling
- 1958 : Raboliot de Maurice Genevoix
- 1962 : La Dernière Harde de Maurice Genevoix
- 1964 :  Les Éléphants de Sargabal de René Guillot
- 1964 : Le Grand Livre de la brousse de René Guillot
- 1967 : La Forêt perdue de Maurice Genevoix
- 1971 : L'Escadron blanc de Joseph Peyré
- 1971 : Le Livre des bêtes qu'on appelle sauvages d'André Demaison
- 1972 : L'Extraordinaire Ambassade de messire Renard de René Guillot
- 1976 : Histoires comme ça de Rudyard Kipling

Bouton d'or
- 1962 : Contes du soleil et de la brume d'Anatole Le Braz
- 1966 : La Brousse et la Bête de René Guillot

Les Grands Albums illustrés
- 1966 : La Maison de l'oiseau de René Guillot
- 1967 : Ondine, fille de lac de René Guillot
- 1968 : Kiriki le lutin de René Guillot
- 1969 : Kiriki et la Flèche magique de René Guillot
- 1970 : Kiriki et le Nain vert de René Guillot
- 1971 : Le Chat qui voulait être chat du roi de Micheline Sandrel
- 1972 : L'Enfant qui inventait des oiseaux de Micheline Sandrel

Mouette
- 1961 : Le Petit Lord de Frances Hodgson Burnett
- 1968 : La Petite Infante de René Guillot

### Éditions Denoël
Couvertures
- 1970 : Le Cycle de Torrents de Marie-Anne Desmarest
  - La Jeunesse de Jan Yvarsen
  - Jan Yvarsen
  - Le Fils de Jan
  - Le Dernier Amour de Jan
  - La Maison de Tante Brita
  - Rholf Harald

### ÉditionsDeux coqs d'or
Collection Les Beaux Livres d'or :
- La Flèche d'or :
  - 1969 : La Belle au bois dormant de Charles Perrault
- Un grand album d'or :
  - 1965 : Série Bonne nuit les petits de Claude Laydu
    - Nounours chez les abeilles
    - Nounours chez le coiffeur
    - Nounours et Cornichon
    - Nounours à la mer
- Un grand livre d'or :
  - 1967 : Les Animaux du petit bois d'Anne-Marie Dalmais
  - 1967 : Les Aventures du lièvre et du petit lapin d'Anne-Marie Dalmais
  - 1968 : Histoires merveilleuses de Andersen
  - 1969 : L'Île au trésor de Robert Louis Stevenson
  - 1970 : Les Trois Mousquetaires d'Alexandre Dumas
  - 1970 : Le Troubadour de Hautefort de Germaine de Bournazel
  - 1971 : Les Mystères de l'étang et de la mer d'Anne-Marie Dalmais
  - 1971 : Contes de Perrault, 2 volumes[2].  (ISBN 2-7192-1357-8)
  - 1972 : Contes de Andersen[3]
  - 1973 : Des fées, des sorcières, des lutins… et le chat ! de Janet Deering
  - 1974 : Witches, Ghosts and Globlins de Ruthanna Long
  - 1975 : L'Autoroute et les Animaux du petit bois d'Anne-Marie Dalmais
  - 1978 : Les Animaux du bord de l'eau d'Anne-Marie Dalmais
- Un petit livre d'or :
  - 1970 : Le Bal des fleurs de Andersen
  - 1970 : Le Malin Petit Tailleur de Grimm, adaptation de Bibiane Bell
  - 1970 : Le Rossignol du bonheur de Andersen, adaptation de Bibiane Bell
  - 2012 : Le Chat botté de Charles Perrault
- Un petit livre d'argent :
  - 2012 : Le Chat botté
  - 2012 : La Belle au bois dormant
  - 2012 : Le Petit Poucet
  - 2012 : Peau d'âne
- Les Romans du livre d'or :
  - 1961 : Les Quatre Sœurs March de Louisa May Alcott

Autres collections
- Les Albums Dodo :
  - 1967 : Petit Lapin mon ami d'Anne-Marie Dalmais
  - 1968 : Petit Lapin dans les choux d'Anne-Marie Dalmais
  - 1969 : Petit Lapin dans les neiges d'Anne-Marie Dalmais
  - 1970 : Petit Lapin et le Chien Polichinelle d'Anne-Marie Dalmais
  - 1970 : Petit Lapin en visite d'Anne-Marie Dalmais
- Les Albums Bonne Nuit / Un livre Paul Durand :
  - 1968 : Le Petit Chaperon rouge de Charles Perrault
  - 1968 : La Petite Fille aux allumettes de Hans Christian Andersen
  - 1968 : Le Chat botté de Charles Perrault
  - 1970 : Peau d'âne de Charles Perrault (ISBN 2-7192-1104-4)
  - 1970 : Cendrillon de Charles Perrault
  - 1970 : Barbe-Bleue de Charles Perrault
  - 1970 : Les Fées de Charles Perrault (ISBN 2-7192-1103-6)
  - 1970 : Le Petit Poucet de Charles Perrault (ISBN 2-7192-1105-2)
  - 1973 : Les Habits neufs de l'empereur de Hans Christian Andersen
  - 1973 : La Petite Poucette de Hans Christian Andersen
  - 1973 : Le Vilain Petit Canard de Hans Christian Andersen
  - 1973 : Riquet à la houppe de Charles Perrault
  - 1973 : L'Intrépide Soldat de plomb de Hans Christian Andersen
  - 1973 : La Bergère et le Ramoneur de Hans Christian Andersen
- Les Albums Bonsoir
  - 1977 : La Bergère et le Ramoneur de Hans Christian Andersen
  - 1977 : Le Petit Poucet de Charles Perrault
  - 1978 : La Petite Fille aux allumettes de Hans Christian Andersen
  - 1978 : Le Vilain Petit Canard de Hans Christian Andersen
- Cinq Aventures de…
  - 1978 : Cinq Aventures de Petit Lapin d'Anne-Marie Dalmais
- Étoile d'or
  - 1966 : Les Animaux du petit bois d'Anne-Marie Dalmais, no 49; réédition: 1969
  - 1966 : Les Sottises de Petit Lapin (Les animaux du petit bois) d'Anne-Marie Dalmais, no 54
  - 1967 : La Ruse des écureuils (Les animaux du petit bois) d'Anne-Marie Dalmais, no 66; réédition: 1969
  - 1967 : Le Lièvre et le Petit Lapin (Les animaux du petit bois) d'Anne-Marie Dalmais, no 79
  - 1968 : La Petite Source (Au bord de l'eau) d'Anne-Marie Dalmais, no 91
  - 1968 : À la découverte du torrent (Au bord de l'eau) d'Anne-Marie Dalmais, no 92
- Il était une fois… (livres-disques adaptés par Francis Scaglia)
  - 1973 : Le Petit Chaperon rouge d'après Charles Perrault, avec Pauline Carton
  - 1973 : La Petite Poucette d'après Hans Christian Andersen, avec Roger Carel
  - 1973 : Le Vilain Petit Canard d'après Hans Christian Andersen, avec Claude Darget
  - 1973 : La Petite Fille aux allumettes d'après Hans Christian Andersen, avec Christiane Lasquin
  - 1973 : Peau d'âne d'après  Charles Perrault, avec Françoise Christophe
  - 1973 : Le Petit Poucet d'après Charles Perrault, avec Claude Piéplu
  - 1973 : Le Chat botté d'après Charles Perrault, avec Michel Galabru
  - 1973 : Cendrillon d'après Charles Perrault, avec Corinne Marchand
  - 1974 :  Le Rossignol et l'Empereur de Chine de Hans Christian Andersen, avec Olivier Hussenot
  - 1974 : Les Habits neufs du grand-duc d'après Hans Christian Andersen, avec Hubert Deschamps
  - 1974 : L'Intrépide Soldat de plomb d'après Hans Christian Andersen, avec Jacques Duby
  - 1974 : Les Fées d'après Charles Perrault, avec Corinne Marchand
  - 1974 : La Bergère et le Ramoneur d'après Hans Christian Andersen, avec Gérard Lartigau
  - 1974 : Barbe-Bleue d'après Charles Perrault, avec Daniel Ivernel
- Les Plus Belles Histoires de…
  - 1982 : Les Plus Belles Histoires de Petit Lapin d'Anne-Marie Dalmais  (ISBN 2-7192-0362-9)

### ÉditionsFlammarion
- 1962 : Le Grand Meaulnes d'Alain-Fournier
- 1964 : Rroû de Maurice Genevoix (couverture)
- 1971 : Vendredi ou la Vie sauvage de Michel Tournier[4] ; rééd. en poche en 2011 chez Flammarion Jeunesse

Albums
- 1969 : Le Train du Père Noël de Guy des Cars

Collection Flammarion jeunesse
- 1964 : Les Aventures de cinq amis et du chien Tom de Renée Reggiani

Collection du chat perché
- 1977 : Mon livre de cuisine de Ginette Mathiot

### ÉditionsGautier-Languereau
Nouvelle Bibliothèque de Suzette
- 1959 : La Rue de la Pie qui chante de Marcelle Vérité
- 1960 : Babette et le Roi-Soleil de Diélette
- 1960 : La Princesse aux yeux verts de Line Droze
- 1960 : L'Île aux turquoises de Yette Jeandet
- 1961 : On a volé la princesse de Diélette
- 1962 : Le Secret de Flamarande de Simone Darré
- 1962 : La Belle Isabelle de Yette Jeandet

Couvertures
- Série Le Roman d'Élisabeth de Berthe Bernage (années 1960) :
  - Le Matin d'un beau jour
  - L'Âge des ailes
  - Jeunesse
  - La Relève
  - Liberté chérie
  - Espérance
- Série Brigitte de Berthe Bernage (à partir de 1957) :
  - Brigitte jeune fille, jeune femme
  - Brigitte Maman
  - Brigitte, femme de France
  - Brigitte et le Bonheur des autres
  - Brigitte et le Devoir joyeux
  - Brigitte aux champs
  - Brigitte sous le ciel gris
  - Brigitte en ce temps-là
  - Brigitte et le Cœur des jeunes
  - Brigitte et les Routes nouvelles
  - Brigitte et le Cercle de famille
  - Brigitte et le Sourire des enfants
  - Brigitte et les Caprices de Roseline
  - Brigitte et le Printemps de Marie-Agnès
  - Brigitte, les Soucis et les Joies
  - Brigitte et les Heures de solitude
  - Brigitte et les Tournants difficiles
  - Brigitte et la Maison où l'on s'aime
  - Brigitte, la Jalousie et le Bonheur
  - Brigitte choisit l'espérance
  - Brigitte et la Tentation de Roseline
  - Brigitte et le Soleil après l'orage
  - Brigitte et les Jeunes d'aujourd'hui
  - Brigitte et le Mariage de Marie-Agnès
  - Brigitte et les Cœurs heureux
  - Brigitte et la Route solitaire
  - Brigitte, les jeunes et leurs réactions
  - Brigitte, des larmes au sourire
  - Brigitte et les cœurs tendres
- Divers
  - 1950 : La Marguerite s'effeuilla de Berthe Bernage. Éditions des Loisirs
  - 1955 : La Marguerite refleurira de Berthe Bernage. Gautier-Languereau
  - 1956 : Vent de fronde de Diélette
  - 1957 : Fleur de Nacqueville de Diélette
  - 1957 : Mamie-Soleil de Berthe Bernage. Gautier-Languereau

Collection Jean-François (en association avec les éditions Fleurus)
- 1955 : H.U.1 à Port-Goulphare de Jacques Mipe

### ÉditionsG. P.
Bibliothèque Rouge et Or
- 1957 : Le Château d'algues de Saint-Marcoux
- 1959 : La Calèche du bonheur de Michèle Arneguy
- 1959 : Un garçon dans la nuit de Michèle Arneguy

Collection Jeunesse Pocket
- 1962 : Le Grand Meaulnes d'Alain-Fournier

Collection Spirale
- 1960 : L'Aventure est sous la mer de Gilles Saint-Cérère (no 328)

Collection Super
- 1957 : Puissances de la savane d'André Demaison
- 1957 : Vagabond des Andes de Bernard Deleuze
- 1957 : Chevauchée avec le soleil de Harold Courlander et Renée Vally Samat
- 1957 : L'Éperon d'argent de Paul Vialar
- 1960 : Notre-Dame de Paris de Victor Hugo
- 1962 : Le Merveilleux voyage de Nils Holgersson de Selma Lagerlöf
- 1964 : Contes du lundi d'Alphonse Daudet
- 1961 : Premier Amour d'Ivan Tourguéniev
- 1962 : La Chartreuse de Parme de Stendhal
- 1962 : Afin que nul ne meure de Frank G. Slaughter
- 1963 : Histoires extraordinaires d'Edgar Allan Poe
- 1962 : Vint un cavalier de Frances Parkinson Keyes
- 1964 : Poil de carotte de Jules Renard
- 1965 : Crime et Châtiment de Fedor Dostoïevsky (2 tomes)

Collection Super 1000
- 1965 : Chasseurs de chevaux de Lee McGiffin (no 26)

Autres collections
- 1970 : Message de Noël aux enfants de France de Charles de Gaulle
- 1970 : Le Noël de Charlemagne d'André Castelot
- 1971 : Saint François et le Loup du Rév. P. Bruckberger

Collection Rouge et Or
- 1973 : Babouillet ou la terre promise de Frédérique Hébrard
- 1974 : Robin des Bois de Jean Ollivier
- 1975 : De Gaulle raconté aux jeunes de Pierre Lefranc
- 1976 : L'Amérique, nous voilà! de Jean Ollivier
- 1976 : Bengali de Pierre Lefranc
- 1972-1974 : Série Belle et Sébastien de Cécile Aubry
  - Sébastien et le Cheval sauvage
  - Sébastien et l'Aigle blanc
  - Sébastien et le Grand Chien perdu
  - Le Renard et Sébastien
- 1974-1975 : Série Les Héros des Dieux de Jean Ollivier
  - Le Marteau de Thor
  - Le Chaudron d'or
  - Le Voleur de feu

### ÉditionsHachette
- 1954 : Encyclopédie pour les enfants de France sous la direction de Marcelin Traverse (ill. de Marianne Clouzot, Albert Chazelle, Paul Durand, Henri Mercier, Jacques Pecnard, Pierre Probst, Jean Reschofsky et Romain Simon).

Collection « Les Albums roses »
- 1962 : L'Île au père Noël de Gilles Saint-Cérère
- 1966 : La Fête à Nicolas de Claude Laydu

Collection « Bibliothèque de la jeunesse »
- 1952 : Croix du Sud ne répond plus de Hammond Innes
- 1952 : Seul à travers l'Atlantique d'Alain Gerbault
- 1952 : Les Secrets de la mer Rouge de Henry de Monfreid
- 1953 : Kaimiloa de Eric Bishop
- 1953 : À la poursuite du soleil  d'Alain Gerbault
- 1953 : La Bête errante de L. F. Rouquette
- 1953 : Sur la route du retour d'Alain Gerbault
- 1954 : Mer Baltique d'Édouard Peisson
- 1954 : Le Rajah des mers de Jean Feuga
- 1954 : Par le détroit de Béring  de Gontran de Poncins
- 1954 : Les Rescapés de la Bounty  de C. Nordhoff et J. N. Hall
- 1954 : Sous l'étendard vert  de Joseph Peyré
- 1954 : O.Z.Y.U. d'Alain Gerbault
- 1954 : Le Cargo du mystère de Howard Pease
- 1955 : L'Affaire Caïus de Henry Winterfeld
- 1955 : Sahara de Joseph Peyré
- 1956 : Le Vaisseau du silence d'Yves Dartois
- 1956 : Les Lions du Kalahari d'André Demaison
- 1957 : La Croisière de la Priscilla de Clément Richer
- 1959 : Pêcheur d'Islande de Pierre Loti

Collection « Bibliothèque Hachette »
- 1956 : La Ballerine de Majorque de Paul-Jacques Bonzon
- 1957 : Jody et le faon de M. K. Rawlings

Collection « Bibliothèque rose »
- 1956 : La Ballerine de Majorque de Paul-Jacques Bonzon
- 1957 : Une bergère et son chien de Jean Muray
- 1957 : Le Club des Cinq va camper d'Enid Blyton
- 1957 : Le Mauvais Génie de la comtesse de Ségur
- 1958 : Diloy le chemineau de la comtesse de Ségur
- 1958 : Jean qui grogne et Jean qui rit de la comtesse de Ségur
- 1959 : Si j'avais un château de Jeanne de Recqueville
- 1961 : S.O.S. pour Bénédicte de Crisenoy
- 1961 : La Course en fiacre de Jean Muray

Collection « Bibliothèque verte »
- 1951 : Croix du Sud ne répond plus de Hammond Innes
- 1952 : Seul à travers l'Atlantique d'Alain Gerbault
- 1952 : Les Secrets de la mer Rouge de Henry de Monfreid
- 1953 : Sur les chemins de l'aventure de A. J. Cronin
- 1953 : Kaimiloa d'Eric Bishop
- 1953 : À la poursuite du soleil d'Alain Gerbault
- 1953 : La Bête errante de L. F. Rouquette
- 1953 : Sur la route du retour d'Alain Gerbault
- 1953 : L'Aigle de mer d'Édouard Peisson
- 1954 : Pêcheur d'Islande de Pierre Loti
- 1954 : Les Rescapés de la Bounty de CH. Nordhoff et J.H. Hall
- 1954 : Par le Détroit de Béring de Gontran de Poncins
- 1954 : Le Rajah des mers de Jean Feuga
- 1954 : O.Z.Y.U d'Alain Gerbault
- 1954 : Le Cargo du mystère de Howard Pease
- 1954 : Mer Baltique d'Édouard Peisson
- 1954 : Sous l'étendard vert de Joseph Peyré
- 1954 : Mont Everest de Joseph Peyré
- 1955 : Sahara de Joseph Peyré
- 1955 : L'Affaire Caïus de Henry Winterfeld
- 1956 : Les Lions du Kalahari d'André Demaison
- 1956 : Le Vaisseau du silence de Yves Dartois
- 1956 : Pontcarral d'Albéric Cahuet (sauf la jaquette)
- 1957 : Trois Petits Diables de Mazo de la Roche
- 1957 : Jody et le Faon de M. K. Rawlings
- 1957 : La Croisière de la Priscilla de Clémént Richer
- 1957 : La Mare au diable de George Sand
- 1958 : Les Garçons de la rue Paul de Ferenc Molnar
- 1959 : Un sot mariage de La Varende
- 1959 : Mamou de Mary Patchett
- 1959 : Les Années valeureuses de A. J. Cronin
- 1960 : Cheval piaffant de Joseph Peyré
- 1961 : La Petite Dorrit de Charles Dickens (sauf la couverture)
- 1964 : Mont Everest de Joseph Peyré
- 1966 : Ces dames aux chapeaux verts de Germaine Acremant (planches couleurs). Réédition en 1973 (dessins en noir et blanc de Jacques Demachy)
- 1973 : Une nièce de l'oncle Tom de Betsy Haynes
- 1973 : L'Affaire Caïus de Henry Winterfeld
- 1976 : Sans compter l'imprévu de Auteurs en Herbe
- 1976 : Syla, reine des visons d'Ewan Clarkson
- 1976 : La Case de l'oncle Tom de Harriet Beecher Stowe
- 1976 : L'Île au diable de Luce Fillol
- 1977 : Cinq printemps dans la tourmente d'Irène Hunt
- 1977 : Aux feux tournants des phares de Georges G. Toudouze

Collection « Bibliothèque verte Diamant »
- 1979 : L'Affaire Caïus de Henry Winterfeld

Collection « La Galaxie »
- 1972 : Les Malheurs de Sophie de la comtesse de Ségur
- 1972 : Sissi d'Odette Ferry
- 1973 : La Case de l'oncle Tom de Harriet Beecher Stowe
- 1975 : Des bêtes qu'on dit sauvages d'André Demaison
- 1975 : Jerry dans l'île de Jack London
- 1976 : Michaël, chien de cirque de Jack London
- 1977 : Les Aventures de Huckleberry Finn de Mark Twain

Collection « Grands Albums »
- 1955 : Contes de Charles Perrault
- 1956 : La Case de l'oncle Tom de Harriet Beecher Stowe
- 1962 : Le Prince Vert de Gilles Saint-Cerère

Collection « Grands Romanciers »
- 1952 : Rosen de Glénac à la cour de Bretagne d'Yvonne Morancé
- 1952 : Histoire d'un âne et de deux jeunes filles de P.-J. Stahl
- 1954 : Moby Dick de Herman Melville

Collection « Idéal-Bibliothèque »
- 1953 : La Croisière du Snark de Jack London
- 1953 : Les Robinsons de l'Alaska d'Edison Marshall
- 1954 : Kallidia, princesse d'Afrique d'André Demaison
- 1954 : Moby Dick de Herman Melville
- 1954 : Émile et les Détectives d'Erich Kaestner
- 1954 : La Guerre des phoques d'Edison Marshall
- 1955 : Le Mouron rouge de la baronne Orczy
- 1955 : La Petite Saharienne de Paluel-Marmont
- 1956 : Les Nouveaux Exploits du Mouron rouge de la baronne Orczy
- 1956 : Treize à la douzaine de Frank Bunker Gilbreth et Ernestine Gilbreth
- 1956 : François et la Petite Tahitienne de Thalie de Molènes
- 1957 : L'Escadron blanc de Joseph Peyré
- 1957 : La Promesse de Primerose de Paul-Jacques Bonzon
- 1958 : Six filles à marier d'Ernestine Gilbreth
- 1958 : Sissi jeune fille d'Odette Ferry
- 1959 : Sissi impératrice d'Odette Ferry
- 1959 : La Piste indienne de Conrad Richter
- 1959 : Le Lagon aux perles de Thalie de Molènes
- 1961 : Le Journal vert de Silette de Léonce Bourliaguet
- 1961 : Sissi face à son destin d'Odette Ferry
- 1962 : Sissi et le Fugitif de Suzanne Pairault
- 1974 : Les Cloches de Corneville d'Olivier de Villas
- 1976 : La Case de l'oncle Tom de Harriet Beecher Stowe
- 1976 : Sissi et la Valse de Strauss de Marcel d'Isard
- 1976 : La Prison sous les arbres d'Odette Sorensen
- 1977 : Le Palais de Sissi de Marcel d'Isard

Collection « Le Livre de poche »
- 1967 : Tartarin sur les Alpes d'Alphonse Daudet
- 1968 : Le Bouquet de roses rouges d'Isabelle Rivière

Collection « Ménie Grégoire raconte » (1972)
- Le Petit Chaudronnier
- Compère Jo
- Persillon Persillette
- Les Quatre Rois

Livre-jeu
- 1961 : Sissi impératrice d'Odette Ferry

### Éditions J'ai lu (1968-1977)
- Le Petit Monde de don Camillo de Giovanni Guareschi (no 1)
- Le Blé en herbe de Colette (no 2)
- La Neige en deuil de Henri Troyat (no 10)
- Poil de carotte de Jules Renard (no 11)
- Les Amitiés particulières de François Mauriac (no 17)
- L'Agneau de François Mauriac (no 35)
- La Tradition Fontquernie de Gilbert Cesbron (no 38)
- Les Jeux dangereux de René Masson (no 44)
- Don Camillo et ses ouailles de Giovanni Guareschi (no 52)
- La Renarde de Mary Webb (no 63)
- Vous verrez le ciel ouvert de Gilbert Cesbron (no 65)
- La Fin de Chéri de Colette (no 68)
- Nêne de Ernest Pérochon (no 69)
- La Dernière Harde de Maurice Genevoix (no 76)
- Katia de Princesse Bibesco (no 77)
- Les Semeurs d'espoir de Jean Duché (no 80)
- Les Raisins verts de Pierre-Henri Simon (no 83)
- Les Mensonges de Françoise Mallet-Joris (no 87)
- Galigaï de François Mauriac (no 93)
- Tanguy de Michel Del Castillo (no 105)
- L'Entrave de Colette (no 106)
- Préséances de François Mauriac  (no 129)
- Don Camillo et Peppone de Giovanni Guareschi (no 130)
- Il est plus tard que tu ne penses de Gilbert Cesbron (no 131)
- Les Fleurs d'Hiroshima d'Edita Morris (no 141)
- La Naissance du jour de Colette (no 153)
- La Cicatrice de Bruce Lowery (no 165)
- Les Enfants qui s'aiment de Claire France (no 169)
- Les Desmichels de Thyde Monnier (nos 206/210/218/222/231/237)
- La Demoiselle d'opéra de Guy des Cars (no 246)
- Katrina de Sally Salminen (no 263)
- La Lumière des justes de Henri Troyat (nos 272-280, 5 tomes doubles)
- Cette étrange tendresse de Guy des Cars (no 303)
- L'Espagnol de Bernard Clavel (no 309)
- La Parade de Jean-Louis Curtis (no 312)
- Cygne sauvage de Jean-Louis Curtis (no 320)
- Un jeune couple de Jean-Louis Curtis (no 321)
- Le Geste d'Eve de Henri Troyat (no 323)
- Malataverne de Bernard Clavel (no 324)
- Tierra Brava de Martin Vigil (no 327)
- L'Officier sans nom de Guy des Cars (no 331)
- L'Hercule sur la place de Bernard Clavel (no 333)
- Agostino d'Alberto Moravia (no 334)
- Le Jardin noir de Christine Arnothy (no 343)
- Les Eygletière de Henri Troyat (nos 344-346, 3 tomes)
- L'Échelle de soie de Jean-Louis Curtis (no 348)
- Larmes pour le Baron d'Anthony Morton (no 352)
- Les Mal Partis de Jean-Baptiste Rossi (no 354)
- Le Baron cambriole d'Anthony Morton (no 356)
- L'Ombre du Baron de Anthony Morton (no 360)
- La Maudite de Guy des Cars (no 361)
- Le Baron voyage d'Anthony Morton (no 364)
- Ce siècle appelle au secours de Gilbert Cesbron (no 365)
- Les Justes Causes de Jean-Louis Curtis (no 366)
- Le Baron passe la Manche d'Anthony Morton (no 367)
- Lettre à moi-même de Françoise Mallet-Joris (no 370)
- Le Baron est prévenu d'Anthony Morton (no 371)
- Sauvagine de Nicole Bressy (no 374)
- Le Baron les croque d'Anthony Morton (no 375)
- C'est Mozart qu'on assassine de Gilbert Cesbron (no 379)
- Le Baron chez les fourgues d'Anthony Morton (no 382)
- Noces pour le Baron d'Anthony Morton (no 385)
- La Chambre interdite de Jeanne Cressanges (no 387)
- Le Baron et le Fantôme d'Anthony Morton (no 389)
- Le Baron est bon prince d'Anthony Morton (no 395)
- Les Passions indécises de Lucie Faure (no 398)
- Le Baron se dévoue d'Anthony Morton (no 401)
- La part du soleil de Jeanne Cressanges (no 409)
- Une sultane pour le Baron d'Anthony Morton (no 411)
- Le Thé sous les cyprès de Jean-Louis Curtis (no 413)
- Le Baron et le Poignard d'Anthony Morton (no 420)
- Un adolescent d'autrefois de François Mauriac (no 425)
- Don Camillo à Moscou de Giovanni Guareschi (no 426)
- Une corde pour le Baron d'Anthony Morton (no 429)
- Ni le jour ni l'heure d'Elisabeth Barbier (no 436)
- Piège pour le Baron d'Anthony Morton (no 437)
- Le Baron aux abois d'Anthony Morton (no 450)
- L'Homme seul de Gilbert Cesbron (no 454)
- Le Baron risque tout d'Anthony Morton (no 456)
- Le Baron bouquine d'Anthony Morton (no 460)
- Un peu de soleil dans l'eau froide de Françoise Sagan (no 461)
- Les Héritiers de l'avenir de Henri Troyat (nos 464-466, 3 tomes)
- Le Malheur fou de Lucie Faure (no 467)
- Le Baron et le Masque d'or d'Anthony Morton (no 469)
- Le Massacre des innocents de Bernard Clavel (no 474)
- Le Baron riposte d'Anthony Morton (no 477)
- On croit rêver de Gilbert Cesbron (no 478)
- Le Mépris d'Alberto Moravia (no 479)
- Fiesta de José Luis de Vilallonga (no 493)
- Un solitaire pour le Baron d'Anthony Morton (no 494)
- L'Automate d'Alberto Moravia (no 498)
- L'Espion aux yeux verts de Bernard Clavel (no 499)
- Catherine-Paris de Princesse Bibesco (no 502)
- Allegro Barbaro de José Luis de Vilallonga (no 507)
- Un piano dans l'herbe de Françoise Sagan (no 512)
- Les Forêts de la nuit de Jean-Louis Curtis (no 514)
- Maxime ou la Déchirure de Flora Groult (no 518)
- Le Baron et les Œufs d'or d'Anthony Morton (no 521)
- La Vérité tient à un fil de René Floriot (no 526)
- Bonnes à tuer de Pat McGerr (no 527)
- Le Soleil de Palicorna de Jacques Peuchmaurd (no 528)
- Les Oreilles de la jungle de Pierre Boulle (no 530)
- Délivrance de James Dickey (no 531)
- Les Jeunes Hommes de Jean-Louis Curtis (no 534)
- Drame dans un miroir de Marcel Haedrich (no 536)
- Le Fils interrompu d'André Miquel (no 539)
- Hosanna de Jean-Louis Cotte (no 540)
- Ô gué vive la rose de Xavière (no 544)
- Le Sexe des anges de Gilbert Prouteau (no 545)
- Brûlant comme le vent des steppes de H. G. Konsalik (no 549)
- L'Homme de nulle part de G. Holiday Hall (no 550)
- Des bleus à l'âme de Françoise Sagan (no 553)
- L'Homme de sang de José Luis de Vilallonga (no 554)
- La Quarantaine de Jean-Louis Curtis (no 555)
- La Pierre, la Feuille et les Ciseaux de Henri Troyat (no 559)
- Les Semailles du ciel de Jean-Louis Cotte (no 560)
- Don Camillo et les Contestataires de Giovanni Guareschi (no 561)
- Un pas vers la mer de Max Gallo (no 564)
- Une sentinelle attend l'aurore de Gilbert Cesbron (no 565)
- La Fille de Fanny Hill[5] (no 571)
- L'Histoire de France racontée à Juliette de Jean Duché (nos 572-573, 2 tomes)
- Le Souffle de la guerre - Nathalie de Herman Wouk (no 575)
- Le Souffle de la guerre - Pamela de Herman Wouk (no 576)
- Le Souffle de la guerre - le vent se lève de Herman Wouk (no 577)
- La Mise à prix de Jean-Louis Cotte (no 582)
- Mardi à l'aube de Lucie Faure (no 583)
- Edmée au bout de la table d'Edmée Renaudin (no 584)
- Le Roseau pensant de Jean-Louis Curtis (no 586)
- Le Seigneur du fleuve de Bernard Clavel (no 590)
- Soleil cassé de Jacques Peuchmaurd (no 591)
- Les Lauriers du lac de Constance de Marie Chaix (no 597)
- Les Gens de biens de José Luis de Vilallonga (no 599)
- Victoire au Mans de Bernard Clavel (no 611)
- Anne Prédaille de Henri Troyat (no 619)
- Les Ramblas finissent à la mer de José Luis de Vilallonga (no 620)
- La Chine m'inquiète de Jean-Louis Curtis (no 624)
- L'Exorciste de William P. Blatty (no 630)
- L'Heure dangereuse du petit matin de José Luis de Vilallonga (no 632)
- Je suis mal dans ta peau de Gilbert Cesbron (no 634)
- Anne jour après jour de Dominique Saint-Alban (nos 635-636-699, 3 tomes)
- Le Pain noir de Georges-Emmanuel Clancier (nos 651-652-653-654, 4 tomes)
- Pirates du Rhône de Bernard Clavel (no 658)
- Colditz de P. R. Reid (no 661)
- L'Oiseau des origines de Max Gallo (no 662)
- Un miroir le long du chemin de Jean-Louis Cotte (no 692)
- La Première Habitude de Françoise Lefèvre (no 697)
- Un profil perdu de Françoise Sagan (no 702)
- L'Homme de plaisir de José Luis de Vilallonga (no 705)
- L'Éclaircie de Nicole Bressy (no 706)
- La Peau de bison de Frison-Roche (no 715)
- Ballerina de Vicki Baum (no 716)
- La Demoiselle de Chartres de Herbert Le Porrier (no 739)
- Le Retour des cendres de Hubert Monteilhet (no 740)
- Le Silence des armes de Bernard Clavel (no 742)
- Les Étangs de Hollande de Dominique Saint-Alban (no 749)
- L'Année du crabe d'Olivier Todd (no 757)
- Le Moscovite d'Henri Troyat (nos 762-764, 3 tomes)

### ÉditionsLarousse
- 1961 : Mon premier atlas de René Guillot

### Éditions Librairie académique Perrin
Couvertures
- 1961 : Saint François d'Assise de Johannes Joergensen
- 1961 : Le Charretier de la mort de Selma Lagerlöf
- 1961 : Le Labyrinthe d'Edouard Estourie
- 1961 : Le Livre des légendes de Selma Lagerlöf

### ÉditionsMagnard
Collection Fantasia
- 1955 : Kpo la panthère de René Guillot

### Éditions Nathan
- Contes et légendes de France de Jean Portail

Albums
- 1968 : La Biche blonde et le Grand Lion de Micheline Sandrel
- 1970 : La Chouette qui voulait voir le jour de Micheline Sandrel
- 1971 : Le Beau Jeune Homme et l'Écureuil de Micheline Sandrel
- 1972 : Il était une fois un tigre de Micheline Sandrel
- 1974 : Le Flamand rose et l'Oiseau très sage de Micheline Sandrel
- 1973 : Un caniche nommé Volubilis de Micheline Sandrel

### ÉditionsOdege
- 1967 : Cinq Galops de chevaux de René Guillot
- 1967 : Cœurs Sauvages, cœurs de bêtes de René Guillot
- 1968 : Cinq Colères de fauves de René Guillot
- 1970 : Cinq Tours de magiciens de René Guillot
- 1971 : Histoires du gaillard d'avant de Jean Ollivier
- 1972 : Histoires de la lande et de la brume de Jean Ollivier

### ÉditionsPresses de la Cité
Couvertures
- 1957 : Caroline chérie de Cecil Saint Laurent
- 1958 : Napoléon et Juan de Cecil Saint Laurent
- 1958 : Le Roman de Renard de Maurice Genevoix
- 1958 : Lucrèce Borgia de Cecil Saint Laurent
- 1959 : L'Espagne et Juan de Cecil Saint Laurent
- 1959 : Les Caprices de Caroline de Cecil Saint Laurent
- 1959 : Routes de l'Aventure de Maurice Genevoix
- 1959 : Azizah de Niamkoko d'Henri Crouzat
- 1959 : La Loire, Agnès et les Garçons de Maurice Genevoix
- 1960 : Les Passagers pour Alger de Cecil Saint Laurent

Collection Presses pocket
- 1959 : Lucrèce Borgia de Cécil Saint-Laurent
- 1963 : Azizah de Niamkoko d'Henri Crouzat
- 1965 : L'Étrange Mort de Henri IV de Philippe Erlanger

Collection Le Livre contemporain
- 1958 : Babet de Picardie de Pierre Mac Orlan
- 1958 : Le Chemin d'ailleurs de Marie Moran
- 1959 : Les Naufragés de Paris de Gérard Blond
- 1959 : La Septième Porte de Daniel Gray

### Éditions Sélection duReader's Digest
- 1959-1961 : Album des jeunes 1960-1961-1962
- 1960 : Le Lion de Joseph Kessel

### Éditions Tallandier
Collection Arc en Ciel (couvertures)
- 1965 : L'Amour appelle l'amour de Claude Jaunière
- 1965 : Cœurs, Volcans et Chrysanthèmes de Doris Faber
- 1965 : La Princesse aux mains bleues de Jean d'Astor

### Club de Lecture des jeunes
- 1959 : Annik Reporter de Mireille
- 1960 : L'Appel de la forêt de Jack London
- 1962 : Lassie, chien fidèle d'Eric Knight
- 1962 : Trapu, Carca, Grisou et Cie de George C. Franklin
- 1962 : Balthazar de H. Rider Haggard
- 1962 : L’Émeraude du grand lama de Maurice de Moulins
- 1963 : Cargaison de fauves de Franck Buck et Edward Anthony
- 1963 : Le Cœur des bêtes sauvages de Anne et Serge Golon
- 1963 : Dix Histoires à quatre pattes de George C. Franklin
- 1964 : La Fleur sacrée de H. Rider Haggard
- 1965 : Bento Cheval sauvage de Dita Holesch
- 1966 : Les Disparus de Saint-Agil de Pierre Véry

### Corsaire Éditions
- 2018 : Message de Noël aux enfants de France de Charles de Gaulle

### Livres-disquesPhilips
- 1967 : Histoire d'un casse-noisette d'après Piotr Ilitch Tchaïkovski
- 1967 : Histoire de Coppelia d'après Piotr Ilitch Tchaïkovski
- 1967 : Les Plus Jolies Chansons enfantines
- 1967 : Bonne nuit les petits d'après Claude Laydu - ORTF
- 1967 : Les Nouvelles Chansons de « Bonne nuit les petits » d'après Claude Laydu - ORTF

### Autres publications
- 1961 : Mirages de Amédée Luret
- 1963 : La Femme d'un roi de Jack London, éditions ODEJ (couverture)
- 1963 : Vipère au poing d'Hervé Bazin, éditions Grasset (couverture)
- 1962-1965 : Guide agricole Philips, tomes 4 à 7, collection Bibliothèque agricole Philips, éditions Brunétoile
- 1964 : L'Encyclopédie médicale et familiale, éditions du Club familial (couverture)
- 1966 : Chansons de Brousse de René Guillot, éditions H. Messeiller-Neuchâtel
- 1976 : L'Histoire de Jean-François de Gaston Martineau, éditions Grancher

### Divers
Assiettes de collection (1978 à 1981)
- Les Enfants de Durand : Marie-Ange /  Émilie et Philippe / Christiane et Fifi / Cécile et Raoul

Jeux
- 1962 : Jeu de 7 familles : Histoire - éditions Catel et Farcy (réédité par France-Cartes)
- 1965 : Jeu de Loto : le loto de Nounours (1965) Bonne nuit les petits
- 1972 : Puzzle La biche, la chouette et l'écureuil - 3 Puzzles

Affiches (1954-1961)
Menu Lasserre (1975-1976)
Revues
- Clair Foyer
- Écho de la Mode
- Francs jeux
- Jours de France
- Lectures pour tous
- Marie France
- Rallye-jeunesse
- Télé 7 jours
- Les Veillées des chaumières

## Source
- Bibliothèque nationale de France (pour la liste des œuvres)